# 松風雅也
松風 雅也（日语：／ Matsukaze Masaya，1976年9月9日—），本名為渡邊政也，血型Ｏ型，日本男性聲優、演員、藝人，生於福島縣（在東京長大）。已婚。目前所屬事務所是青二Production。
作為聲優的代表作是《地獄少女》（一目連）、《櫻蘭高校男公關部》（鳳鏡夜）以及《機動戰士鋼彈 鐵血的孤兒》（蓋里奧·巴特韋恩）。
愛稱為「番長」。

## 生平
- 最初在1997年參與特攝電視劇《電磁戰隊》的並樹瞬/電磁藍戰士一角色作為演員出道，之後在東京電視台的一檔節目《おはスタ》以スタ番長繼續以演員工作。之後爲SEGA公司的莎木系列中的主角芭月涼作動作捕捉和配音，進而進入了配音員行列。
- 以前是Big Apple所屬，之後加入了青二Production。與三浦祥朗的節目《コルネリ工務店》提到，是因為三浦祥朗的介紹而加入了青二Production。

## 出演作品
※粗體字表示說明飾演的主要角色。

### 聲優業

#### 電視動畫
1999年
- 快感指令（大河內咲也）

2001年
- 寵物小精靈（小松）
- 索斯機械獸（バラッド・ハンター）

2002年
- 鋼鐵偵探J（克雷亞·大輔）
- 洛克人EXE（布魯斯）

2003年
- 灌籃少年（藤原拓弥）
- 洛克人AXESS（布魯斯）

2004年
- 貯金大冒險（維也納腸）
- 抓鬼天狗幫（源賴光）
- Get Ride!滑板戰士（拉古納·勞雷利亞）
- 洛克人Stream（布魯斯）

2005年
- 地獄少女（一目連）
- 植木的法則（尼哥）
- 洛克人BEAST（布魯斯）
- 吟遊默示錄 Wieder（ニコラス）

2006年
- 櫻蘭高校男公關部（鳳鏡夜）
- 地獄少女 二籠（一目連）
- 少年陰陽師（太裳）
- 魔女之刃（斗沢祐介）
- 洛克人BEAST+（布魯斯）

2007年
- 精靈守護者（ジン）
- 交響情人夢（黑木泰則）
- 王牌投手 振臂高揮（榛名元希）
- 棋靈少女（羽仁悟）
- 死亡筆記本（魅上照）

2008年
- 雨夜之月（藍鼠）
- 神槍少女－IL TEATRINO－（合榭）
- 銀魂（中村京次郎）
- 地獄少女 三鼎（一目連）
- 麵包超人（もっきんまん）
- 死亡筆記本：L之繼承者（魅上照）
- 二十面相少女（肯）
- 交響情人夢 巴黎篇（黑木泰則）
- BLASSREITER（約瑟夫·喬布森）
- 北斗神拳拉奧外傳 天之霸王（ソウガ）
- 游戏王5D's（迪威恩）
- ONE OUTS -超智遊戲-（高見樹）

2009年
- 续 夏目友人帳 (狸追)
- 鐵腕巴迪DECODE:02（納塔魯）
- 浪漫追星社（草間望）
- 蒼天航路（孫策）
- 黑之契約者 -流星的雙子-（August7）
- KERORO軍曹（ゲストキャラ）
- 空中秋千（信平）

2010年
- 交響情人夢 Finale（黑木泰則）
- 無頭騎士異聞錄 DuRaRaRa!!（森岡）
- 聖痕鍊金士（喬舒亞．菲利金諾斯）
- 王牌投手 振臂高揮 -夏季大會篇（榛名元希）
- 家庭教師HITMAN REBORN!（川平大叔）

2011年
- 神的記事本（阿哲學長（一宮哲雄））
- 最後流亡-銀翼的飛夢-（阿拉烏達、古烈）
- Hunter X Hunter 2011版（伊耳謎）

2012年
- 軍火女王（卡斯帕）
- 猛烈宇宙海賊（肯·麥克德加爾）

2013年
- 槍彈辯駁 希望學園與絕望高中生 The Animation（葉隱康比呂）
- 境界的彼方（藤真彌勒）

2014年
- SHIROBAKO（渡邊隼／渡P[1]、演出B）

2015年
- 無頭騎士異聞錄 DuRaRaRa!!×2（森田）
- 戰國無雙（藤堂高虎）
- 食戟之靈（瀨名博巳）
- 機動戰士GUNDAM 鐵血的孤兒（蓋里奧·巴特韋恩）

2016年
- 線上遊戲的老婆不可能是女生？（修凡〈♂〉）
- 齊木楠雄的災難（才虎芽斗吏）
- 槍彈辯駁3 －The End of 希望峰學園－ 未來篇（葉隱康比呂）
- 槍彈辯駁3 －The End of 希望峰學園－ 希望篇（葉隱康比呂）
- 機動戰士GUNDAM 鐵血的孤兒 第2期（維達）（蓋里歐．包德溫）
- 卡片鬥爭!! 先導者 G NEXT（鬼丸和己）

2017年
- TRICKSTER －來自江戶川亂步「少年偵探團」－（蕗屋清二）
- 鬼平（忠六）
- 愛麗絲與藏六（鬼頭浩一）
- 櫻花任務（葉山大雅）
- ID-0（里克·艾耶爾[2]）
- 在地下城尋求邂逅是否搞錯了什麼 外傳 劍姬神聖譚（狄俄尼索斯）
- 騎士&魔法（古斯塔沃·馬多尼斯）
- 地獄少女 宵伽（一目連）
- DYNAMIC CHORD（道明寺辰哉）
- 卡片鬥爭!! 先導者 G Z（鬼丸和己）

2018年
- 妖精森林的小不點（鰯）
- 博多豚骨拉麵團（新田巨也）
- 齊木楠雄的災難 第2期（才虎芽斗吏）
- Planet With（兄、樂園之民）
- 工作細胞（化膿性鏈球菌）
- 高分少女（MC）
- 昴宿七星（賽特）
- SSSS.GRIDMAN（維特）
- 魔法禁書目錄Ⅲ（垣根帝督）
- 尤利西斯 貞德與鍊金騎士（布列塔尼公）
- 寄宿學校的茱麗葉（過激派）
- CONCEPTION（裕二）

2019年
- 一拳超人 第2期（垂柳[3]）
- 叛逆性百萬亞瑟王 第2期（包丁亞瑟）
- COP CRAFT（丹尼斯·艾爾帕吉）
- 彼方的阿斯特拉（フィン・ツヴァイク）
- 鬼太郎（第6作）（山田）
- 星合之空（新城涼真）
- 高分少女II（主持人）

2020年
- 科學超電磁砲T（垣根帝督）
- 地縛少年花子君（岬）
- 達爾文遊戲（遊戲管理員）
- 寶石商人理察的謎鑑定（傑佛瑞·克萊門特）
- 王之逆襲：意志的繼承者（カイル[4]）
- 進擊的巨人 最終季（柯特·葛萊斯）

2021年
- 新幹線戰士Z（瓦爾托姆[5]）
- 憂國的莫里亞蒂（バクスター）
- 東京復仇者（佐野真一郎）
- D_CIDE TRAUMEREI THE ANIMATION（犯人）
- BUILD DIVIDE -#000000-（石乃目巽）
- 数码宝贝幽灵游戏（裂破獸本體）

2022年
- 怪人開發部的黑井津小姐（埃爾德利吉）
- 失格紋的最強賢者（厄哈魯特）
- Love All Play（中野靜雄[6]）
- BUILD DIVIDE -#FFFFFF-（石乃目巽）
- OVERLORD IV（貝·里尤洛）
- 打工吧！！魔王大人（拉貴爾）
- 我想成為影之強者！（傑諾·古力菲）
- 忍之一時（唐獅子玄二[7]）

2023年
- 東京復仇者（第2期）（佐野真一郎）
- 在異世界獲得超強能力的我，在現實世界照樣無敵～等級提升改變人生命運～（光）
- 轉生貴族的異世界冒險錄～不知自重的眾神使徒～（艾狄）
- 逃走中 THE GREAT MISSION（安部天魔、オワリ鷹宗）
- EDENS ZERO 伊甸星原（伊雷沙）
- 我的新上司是天然呆（黑野）
- 東京復仇者（第3期）（佐野真一郎）
- 某大叔的VRMMO活動記（紅戰士[8]）

2024年
- 夜櫻家大作戰（能面[9]）
- 魔王2099（馬爾庫斯[10]）
- 村井之戀（山門[11]）

2025年
- 紅戰士在異世界成了冒險者（萬丈寺流／羈絆藍[12]、男學生）
- 炎炎消防隊 參之章（FRACTURE[13]）
- 帝乃三姊妹意外地容易相處。（帝乃父[14]）

#### OVA
2012年
- Code Geass 亡國的阿基德（真·日向·夏英格）

2016年
- 水母食堂（武藤嵐）

2018年
- 妖精森林的小不點「螺絲與床／地爐與博弈」（鰯）[15]

2019年
- 一拳超人 第2期 OVA（垂柳）

#### 劇場動畫
2005年
- 洛克人EXE 光與暗的遺產（布魯斯）

2008年
- 電影Yes! 光之美少女5GoGo! 甜點王國歡樂的生日聚會♪（畢達）

2013年
- 獵人劇場版：緋色幻影（伊耳謎·揍敵客）
- 名偵探柯南：絕海的偵探（倉田正明）

2014年
- 猛烈宇宙海賊 ABYSS OF HYPERSPACE -亞空的深淵-（肯·麥克德加爾）

2015年
- 劇場版 境界的彼方 -I'LL BE HERE-（藤真彌勒）

2016年
- 劇場版 最後流亡-銀翼的飛夢- Over The Wishes（阿拉烏達）

2020年
- 劇場版 SHIROBAKO（渡邊隼）

2023年
- GRIDMAN UNIVERSE（維特[16]）
- 鬼太郎誕生 咯咯咯之謎（山田[17]）

#### 網路動畫
2014年
- 美少女戰士Crystal（佐賽特）

2018年
- 神酒之尊（澤乃井[18]）

2019年
- 齊木楠雄的災難 再啟動篇（才虎芽斗吏[19]）[注 1]

2023年
- 關於我轉生變成史萊姆這檔事 柯里烏斯之夢（アスラン[20]）

#### 遊戲
- 莎木 一章 橫須賀、莎木II、莎木3（芭月涼）
- 櫻蘭高校男公關部（鳳鏡夜）
- 地獄少女 澪緣（一目連）
- 少年陰陽師 翼よいま、天へ還れ（十二神將 太裳）
- 幕末戀華·花柳劍士傳（相馬肇）
- 12RIVEN -the Ψcliminal of integral-（霧寺冥）
- 時空幻境 心靈傳說 Tales of Hearts（翡翠・哈茲）
- 天之霸王 北斗神拳拉歐外傳
- 灌籃少年 Fast Break!（藤原拓彌）
- 槍彈辯駁 希望學園與絕望高中生 （葉隠康比呂）
- 新槍彈辯駁V3 大家的自相殘殺新學期 體驗版 （葉隠康比呂）
- 殘機為零 （一葉守<幼年期>、寺島大地）
- 戰國無雙 編年史 2nd（藤堂高虎）
- 戰國無雙4（藤堂高虎）
- 無雙OROCHI 3（藤堂高虎）
- 時空幻境 心靈傳說R Tales of HeartsR（翡翠・哈茲）
- 下天之華（織田信長）
- 英国探偵ミステリア（ルパンJr.）
- We're 8bit lovers!（僧侶）
- 超級機器人大戰OG THE MOON DWELLERS (賈穆·達比)
- 機動戰士鋼彈EXTREME VS. MAXI BOOST ON（蓋里奧·巴特韋恩）
- 魔法禁書目錄 幻想収束（垣根帝督）
- 洛克人X DiVE（布魯斯）

2021年
- Fate/Grand Order（珀西瓦爾）

2024年
- 女神異聞錄3 Reload（小田桐秀利）

#### CD
- Vie Durant（時影）
- 廣播劇CD 灼眼的夏娜（法利亞格尼）
- 妄想少女御宅系（阿部隆弘）

#### 外國節目配音
- Power Rangers in Space（Zhane）
- 驚奇4超人（約翰尼·斯通/霹靂火）

### 演員業

#### 特攝
- 電磁戰隊MEGARANGER（百萬藍／並樹瞬）
- 忍風戰隊HURRICANEGER（／三崎和也）
- 炎神戰隊轟音者（獄獄丸）
- 侍戰隊真劍者（第十七代真劍紅／志葉雅貴）
- 獸電戰隊強龍者（怨之戰騎恩多夫）

#### 舞台劇
- 槍彈辯駁THE STAGE（葉隠康比呂）
- ALL OUT!! THE STAGE（2017年5月-）（八王子睦）

#### 電視劇
- 地獄少女（第7話：堺卓巳）

## 腳註

## 外部連結
- 事務所介紹 （页面存档备份，存于）
- Blog （页面存档备份，存于）
- Twitter （页面存档备份，存于）